# Lověšické Rovné
Lověšické Rovné (německy Lobieschinger Ruben) je zaniklá ves na území obce Přídolí v okrese Český Krumlov.

## Historie
První písemná zmínka o této vesnici pochází z roku 1379. Od zavedení obecního zřízení v polovině 19. století bylo Lověšické Rovné osadou obce Lověšice. V roce 1921 zde stálo 14 domů a žilo zde 69 obyvatel, všichni německé národnosti. V letech 1938 až 1945 bylo Lověšické Rovné (v důsledku uzavření Mnichovské dohody) přičleněno k nacistickému Německu. V roce 1950 bylo Lověšické Rovné osadou obce Svéraz. V dalších letech zaniklo.